# My Way (canção de Calvin Harris)
"My Way" é uma canção do DJ escocês Calvin Harris. A canção foi lançada em 16 de setembro de 2016. Harris anunciou o single em sua página do Twitter cinco dias antes de seu lançamento. Tal como em seus sucessos anteriores "Summer" e "Feel So Close", Harris retorna como vocalista em "My Way".

## Antecedentes
Em 6 de setembro de 2016, Harris postou a capa de "My Way", sem o título da canção, em suas contas no Twitter e Instagram, levando as pessoas a acreditar que se tratava de uma dica de que uma nova canção estava sendo feita. Harris anunciou a canção juntamente com a sua capa oficial em sua página do Twitter em 12 de setembro de 2016, cinco dias antes de seu lançamento.

## Composição
"My Way" é descrita como uma canção uptempo e de tropical house.

## Faixas e formatos
| Download digital |          |         |  |
| N.º              | Título   | Duração |  |
| 1.               | "My Way" | 3:39    |  |

## Desempenho nas tabelas musicais

### Certificações
| País (Empresa) | Certificação |
| -------------- | ------------ |
| Itália (FIMI)  | 2× Platina   |

## Histórico de lançamento
| País           | Data                   | Formato(s)        | Gravadora  | Ref.   |
| -------------- | ---------------------- | ----------------- | ---------- | ------ |
| Mundo          | 19 de setembro de 2016 | Download digital  | Sony Music | [ 9 ]  |
| Estados Unidos | 20 de setembro de 2016 | Rádios mainstream | Columbia   | [ 10 ] |